# Calico M960
Pour les articles homonymes, voir Calico.

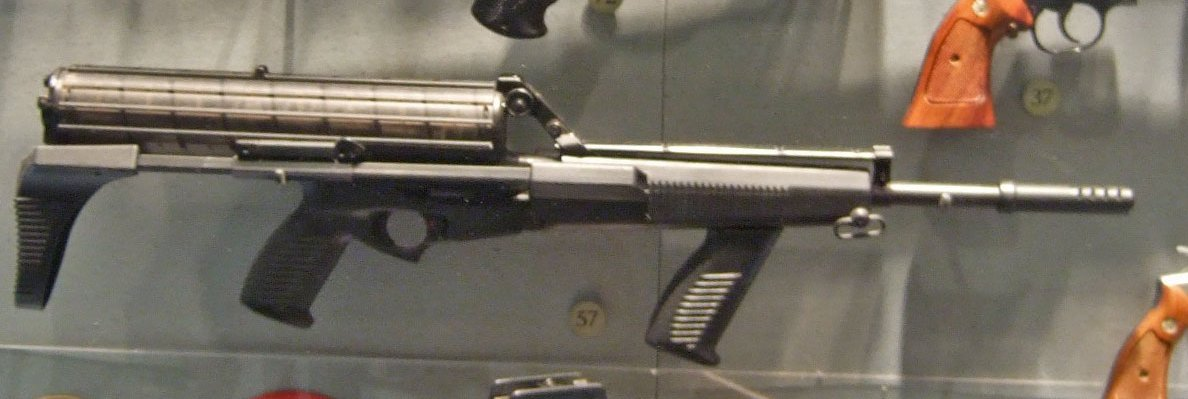
Calico 960.

Le M960 9mm est un pistolet mitrailleur américain.
Le Calico M960 9mm est un pistolet semi-automatique (les versions automatiques sont uniquements disponibles pour les forces armées et les unités de police), produit par la société Calico Light Weapons Systems. 
Sa spécificité et sa célébrité viennent de son chargeur hélicoïdal à grande capacité. Sa structure cylindrique permet d'accueillir 50 ou 100 cartouches de 9 mm dans un volume relativement réduit.